# 安德里斯·瓦寧斯
安德里斯·瓦寧斯（1980年4月30日—）是一位拉脫維亞足球運動員。在場上的位置是守門員。他現在效力於瑞士足球超級聯賽球隊錫永足球俱樂部。他也代表拉脫維亞國家足球隊參加比賽。